# 미셸 보이드
미셸 보이드(Michele Boyd, 1980년 10월 29일 ~ )는 미국의 배우이다.

## 출연 작품
- 배틀 오브 월드 (2011)